# 板垣雄亮
板垣 雄亮（いたがき ゆうすけ、1973年8月7日 - ）は、日本の俳優、演出家、脚本家、ナレーター。東京都東村山市出身。
身長174cm。体重60kg。ジェイ・クリップ所属。劇団「殿様ランチ」代表。
武蔵野美術大学卒。2009年、「笹塚演劇王決定戦」グランプリ獲得。

## 演出
※脚本も担当
- 桜田ファミリー（2006年）
- はいざら小町（2007年）
- ホワイト伯爵（2007年）
- もっと見る（2008年）
- 空気正常（2008年）
- にのうで（2009年）
- ねずみの夜（2009年）
- オスメス（2009年）
- 浦島氏の教訓（2010年）
- CONTEST（2011年）
- うわつら（2011年）
- MIYAZAWA（2012年）
- シーザー真田（2012年）
- 正義について（2012年）
- 空気正常（2013年）
- 短篇集『軽い重箱』（2013年）
- うわつら（2014年）
- 短篇集『軽い重箱』（2015年）
- ねずみのよる（2015年）
- 短篇集『軽い重箱』（2016年）

## 出演

### 映画
- シミル（2007年）
- カンノウの庭（2008年）
- 雪の花（2009年、ブロスタTV）
- GANTZ（2011年、東宝） - 仁王（声の出演） 役
- SP THE MOTION PICTURE 革命篇（2011年、東宝） - 内藤 役
- 遺体 明日への十日間（2013年、ファントム・フィルム）
- 龍三と七人の子分たち（2015年、ワーナー エンターテイメント ジャパン）
- ファーストラヴ（2021年2月11日、KADOKAWA） - 主任検事 役

### テレビドラマ
- SP 革命前日 Pre Episode VI（2011年、フジテレビ） - 内藤 役
- 知られざる在外秘宝 第3回（2011年、NHK BSプレミアム）
- 人間昆虫記（2011年、WOWOW）
- 相棒 Season13 第17話（2015年3月4日、テレビ朝日） - 工藤勇一 役
- 人間観察ミーティングドラマ ただいま会議中（2015年、NHK教育テレビジョン） - 秋山 役
- ドクターX〜外科医・大門未知子〜
  - 第4シリーズ（2016年） - 三厨清修
  - 第6シリーズ（2019年） - 大山公彦
- 陸王 第6話（2017年11月26日、TBS） - 中岡 役
- 月曜名作劇場 「警視庁SP特命係」（2019年） - 氷室学 役
- 日本ボロ宿紀行（2019年） - 森谷哲夫 役
- 大豆田とわ子と三人の元夫（2021年） - 切腹おじさん 役
- 特捜9 - 森朋也管理官 役
  - season5（2022年）
  - season7（2024年）
  - final season（2025年）[2]
- 日常の絶景（2023年） - 経理部の宮田 役
- PORTAL-X 〜ドアの向こうの観察記録〜 第1話・第3話（2024年） - 梅田秀太郎 役[3]
- アンチヒーロー 第9話（2024年6月9日、TBS） - 刑事 役[4]
- モンスター 第2話（2024年10月21日、関西テレビ・フジテレビ系） - 田中弁護士 役[5]
- 119エマージェンシーコール 最終話（2025年3月31日、フジテレビ） - 刑事 役[6]

### 舞台
- ラブリー・テンダー（2004年）
- 二人の高利貸しの21世紀（2006年）
- 煙の先 (贅)（2007年）
- 図書館的人生 vol.2 盾と矛（2008年）
- NHKシアター・コレクション'09 イキウメ短篇集（2009年）
- 見えざるモノの生き残り（2009年）
- 雨を乞わぬ人（2010年）
- にわか雨、ときたま雨宿り（2012年）
- PAIN ペイン（2013年）
- ワレワレのモロモロ2024 札幌東京編（2024年）[7]
- いきなり本読み!in EX THEATER ROPPONGI（2024年）[8]
- 兄妹どんぶり（2024年）[9]
- て（2024年 - 2025年）[10]

### オリジナルビデオ
- 心の時計（2006年）

### CM
※いずれもナレーション
- ABCマート
- ダイキン工業 エアコン
- 花王 ビオレ スキンケア洗顔料
- 花王 ソフィーナホワイトニング
- 昭和シェル石油
- 横浜ゴム アイスガード50
- プジョー